# Sarah Mardini

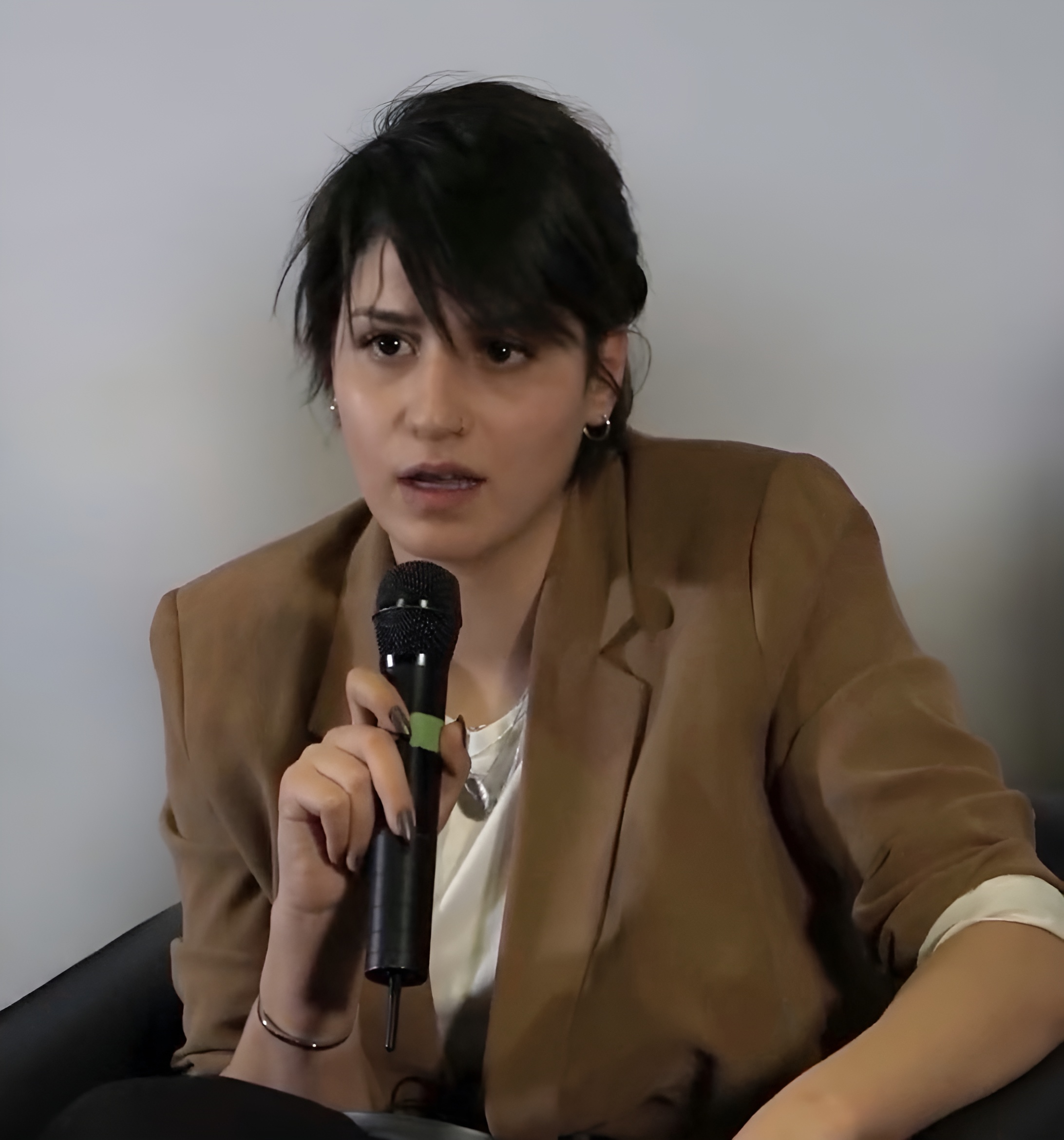
Sarah Mardini in Berlin (2019)

Sarah Mardini, alternative Schreibweise Sara Mardini, (arabisch سارة مارديني; * 1995 in Damaskus, Syrien) ist eine syrische ehemalige Schwimmsportlerin, Rettungsschwimmerin sowie Aktivistin für humanitäre Flüchtlingshilfe. Sie ist die ältere Schwester der syrischen Schwimmsportlerin und Olympiateilnehmerin Yusra Mardini.

## Jugend
Mardini wuchs in Darayya, einem Vorort von Damaskus, mit ihren Eltern und ihren beiden jüngeren Schwestern Yusra und Shahed auf. Ihr Vater war Schwimmtrainer und begann, Sarah und Yusra von Kindesalter an zu trainieren. Später waren sie Mitglied in offiziellen Schwimmmannschaften und nahmen mit der syrischen Nationalmannschaft an Schwimmwettkämpfen teil.
Als Folge des syrischen Bürgerkriegs seit 2011 wurde das Haus der Familie zerstört und auch ihre Schwimmhalle von einer Bombe getroffen. Nachdem zwei Mitglieder ihres Schwimmvereins das Leben verloren hatten, entschied die Familie 2015, dass beide Schwestern aus Syrien fliehen sollten.

## Flucht nach Deutschland
Am 12. August 2015 flohen Sarah und Yusra Mardini zusammen mit einem Cousin ihres Vaters über Istanbul nach Izmir und kontaktierten dort einen Menschenschmuggler. Von Izmir setzten sie mit weiteren 18 Flüchtlingen in einem für sieben Personen ausgelegten Schlauchboot von der türkischen Küste über die Ägäis auf die griechische Insel Lesbos über, die etwa neun Kilometer vom Festland entfernt liegt. Während der Überfahrt versagte der Außenbordmotor, und das überfüllte Schlauchboot drohte zu sinken. Die beiden Schwestern und weitere Personen, die schwimmen konnten, zogen das Boot mit den restlichen Insassen über mehrere Stunden bis an das Ufer der Insel Lesbos. Über die Balkanroute gelangten sie danach schließlich über Budapest, Wien und München nach Berlin.
Im Oktober 2015 nahm der Trainer Sven Spannekrebs von den Wasserfreunden Spandau 04 beide Schwestern in Trainingsgruppen auf und unterstützte sie auch in anderen Lebensbereichen. Spannekrebs war in dieser Zeit alleiniger Ansprechpartner für beide. Da Sarah Mardini jedoch wegen einer Schulterverletzung nicht mehr an Schwimmwettkämpfen teilnehmen konnte, konnte lediglich Yusra ihr früheres Training erfolgreich wieder aufnehmen und bei den Sommerspielen 2016 in Rio de Janeiro für das Olympische Team der Flüchtlingsathleten antreten.

## Engagement für Flüchtlinge und juristische Anklage
Die Schwestern Mardini setzen sich seither wiederholt für Flüchtlinge ein und haben vor der UN-Generalversammlung in New York sowie vor Zuhörern in Deutschland und anderen Ländern über ihre Flucht und die anhaltende Flüchtlingskrise in Europa gesprochen.
Nachdem den Schwestern politisches Asyl in Deutschland gewährt worden war, schloss sich die damals 21-jährige Sarah Mardini im Herbst 2016 als freiwillige Unterstützung der griechischen Nichtregierungsorganisation Emergency Response Centre International (ERCI) an, um weiteren Flüchtlingen auf der Insel Lesbos zu helfen. ERCI betrieb damals mit Wissen der griechischen Behörden im Flüchtlingslager Moria, das von Human Rights Watch und anderen Organisationen als „Freiluftgefängnis“ bezeichnet wurde, ein medizinisches Zentrum. Nachdem Mardini sechs Monate lang Flüchtlingen in diesem Lager als Übersetzerin geholfen hatte, sagte sie zu ihrer Motivation: „Ich sage ihnen: ‚Ich weiß, was ihr fühlt, weil ich das selbst erlebt und überlebt habe‘, - und sie fühlen sich besser, weil ich genau wie sie ein Flüchtling bin.“

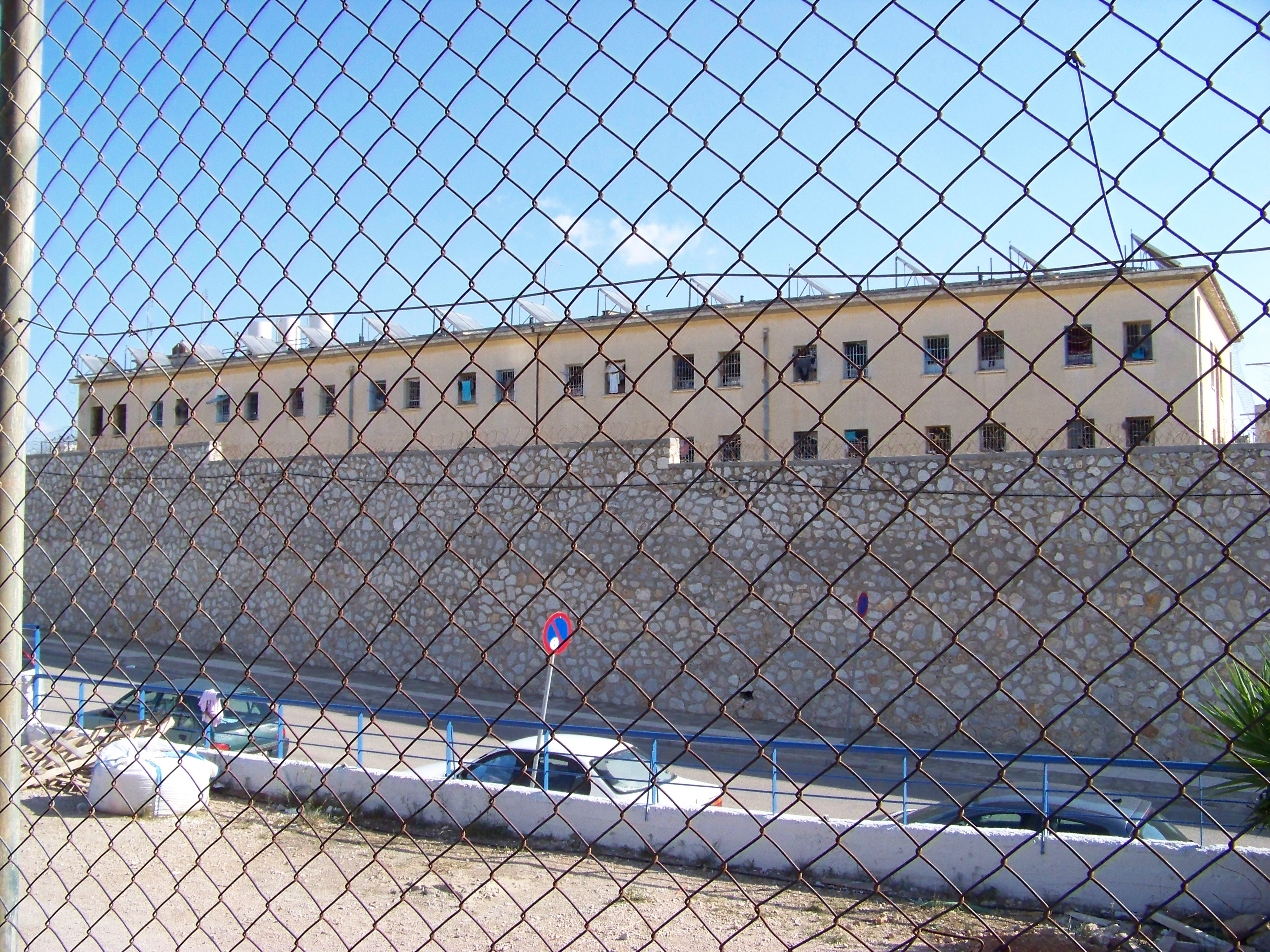
Korydallos-Gefängnis, wo Mardini und Binder 106 Tage in Untersuchungshaft inhaftiert waren

Zusammen mit dem deutsch-irischen Rettungsschwimmer Seán Binder und weiteren Mitgliedern von ERCI wurde Mardini am Flughafen von Lesbos im Sommer 2018 festgenommen und von den griechischen Behörden der Spionage, Beihilfe zur illegalen Einwanderung und Zugehörigkeit zu einer kriminellen Vereinigung beschuldigt. Laut einem Bericht in The Guardian wurden Mardini und Binder sowie zwei weitere NGO-Mitglieder 106 Tage lang in Untersuchungshaft festgehalten, wobei Mardini im Athener Hochsicherheitsgefängnis Korydallos inhaftiert war. Nach mehr als drei Monaten Haft kamen Binder und Mardini gegen eine Kaution von 5.000 Euro frei und konnten Griechenland verlassen.
Alle Anschuldigungen gegen die Mitglieder von ERCI wurden von Menschenrechtsorganisationen wie Amnesty International zurückgewiesen und ihre Handlungen als legale Aktivitäten bezeichnet. Ihre Anwälte sagten, die griechischen Behörden hätten es versäumt, konkrete Beweise für die Anschuldigungen vorzulegen. Im Falle einer endgültigen Verurteilung könnten die Angeklagten zu 25 Jahren Gefängnis verurteilt werden.
Mary Lawlor, Sonderberichterstatterin der Vereinten Nationen für die Situation von Menschenrechtsverteidigern, kritisierte die Weigerung der griechischen Behörden, Mardini die Anwesenheit bei der Gerichtsverhandlung im November 2021 zu gestatten, und sagte: „Die Tatsache, dass die Behörden mehr als drei Jahre damit verbracht haben, den Fall zu untersuchen, war eine Abschreckung für die Zivilgesellschaft, die sich für Migrantenrechte in Griechenland einsetzt.“ Mit Blick auf die Vorwürfe gegen Mardini und Binder sagte sie weiter: „Wohin sind wir gekommen, dass wir gegen solidarische Menschen vorgehen? Ein Schuldspruch für Frau Mardini und Herrn Binder wäre ein schwarzer Tag für Griechenland und ein schwarzer Tag für die Menschenrechte in Europa.“
Am 18. November 2021 vertagte ein Gericht auf Lesbos das Verfahren gegen 24 Mitglieder von ERCI, darunter Mardini und Binder, „wegen Unzuständigkeit des Gerichts“ und verwies den Fall an eine höhere Kammer. Giorgos Kosmopoulos, Senior Campaigner für Migration bei Amnesty International, wurde wie folgt zitiert: „Diese erfundenen Anschuldigungen sind eine Farce und hätten niemals dazu führen dürfen, dass Sarah und Seán vor Gericht erscheinen. Die heutige Vertagung bedeutet, dass sich diese Tortur, nachdem sie bereits über drei Jahre gewartet hat, für Sarah und Seán weiter hinziehen und sie in der Schwebe lassen wird. Wir fordern die griechischen Behörden auf, ihre Menschenrechtsverpflichtungen einzuhalten und die Anklagen gegen Sarah und Seán fallen zu lassen.“
Nach mehr als vier Jahren seit der Untersuchungshaft von Mardini und Binder begann am 10. Januar 2023 der Prozess gegen sie und die anderen beschuldigten Mitglieder von ERCI. Die inzwischen 27-Jährige Sarah Mardini konnte daran nicht zu ihrer Verteidigung teilnehmen, da die griechischen Behörden ihre Einreise verboten hatten und  sie laut einem Bericht der Tagesschau „offiziell als Bedrohung für die nationale Sicherheit gilt“. Am 13. Januar desselben Jahres entschied das Gericht, dass die Vorwürfe gegen Mardini und 23 weitere Angeklagte zumindest teilweise unzulässig waren, womit es Einsprüchen der Verteidigung folgte. Neben anderen Einsprüchen handelte es sich um die nicht erfolgte Übersetzung von Dokumenten für die ausländischen Angeklagten sowie um vage Formulierungen einiger Punkte der Anklage. Die Anklage wegen Menschenschmuggel besteht jedoch weiter, und die Angeklagten müssen weiterhin in Unsicherheit bis zu einem zweiten Prozess leben. Laut einem Bericht in der Zeit handelte es sich somit nicht um einen Freispruch für Mardini, Binder und die anderen Angeklagten, zumindest jedoch um einen „Etappensieg und auch ein politisches Signal in einem Verfahren, das ein Bericht des EU-Parlaments den 'aktuell größten Fall von Kriminalisierung von Solidarität in Europa' nannte“. Seán Binder kommentierte das Urteil gegenüber Journalisten vor dem Gerichtssaal:

„Wir wollen, dass dieser Fall verhandelt wird. Wir wollen Gerechtigkeit. Heute hat es weniger Ungerechtigkeit gegeben, aber keine Gerechtigkeit.“

Laut einem Bericht über den Prozess gegen die Flüchtlingshelfer in der taz vom 30. Januar 2023 gibt Sarah Mardini keine Interviews mehr, denn die jahrelange Anklage habe sie zu stark belastet.

## Medien
Im Jahr 2022 erschien der Film Die Schwimmerinnen auf Netflix, der die Geschichte von Sarah und Yusra Mardini bis zum Jahr 2016 behandelt. Am 10. März 2023 kündigte die deutsche Sektion von Amnesty International einen Dokumentarfilm über Sarah Mardini mit dem Titel „Gegen den Strom“ an. Dieser wurde ab 23. März in mehreren deutschen Städten in Anwesenheit von Sarah Mardini und Seán Binder gezeigt. Am 26. Juli 2023 wurde er im Programm der ARD und im August desselben Jahres auf ARTE ausgestrahlt.